# Потос Аргир (Заповедник војске)
Потос Аргир (fl. c. 910 – after 958) био је византијски генерал активан у првој половини 10. века.

## Младост
Био је најстарији син магистра Еустатија Аргира, заповедника страже под царем Лавом VI Мудрим (владао 886–912). Имао је два брата, Лава и Романа.   У  910, Потос и његов брат Лав Аргир служили су на двору као манглабити (лични цареви телохранитељи), када је њихов отац отрован након што га је цар Лав VI осумњичио да је ковао заверу против њега. Два брата су донела тело свог оца на сахрану у манастир Свете Јелисавете у округу Харсијанон, који је основао њихов деда Лав Аргир.    Према томе, он је рођен вероватно око. 890. или нешто касније. 

## Војна каријера
Потос и Лав су пратили војне каријере и достигли високе функције.  921 Потоса је цар Роман I (р. 920–944) именовао на место доместика схола, а наследио је Адралеста, који је недавно умро.  „Најлепши и најискуснији човек“, према Теофановом Настављачу, послат је да се супротстави бугарској инвазији на Тракију током византијско-бугарског рата 913–927. Потос је предводио престоничке тагмате у сусрет, али је извиђачки одред под командом извесног Михаила упао у заседу и уништен.  Године 922. Потос је послат да дочека још један бугарски упад, који је стигао до Пегаја, предграђа Цариграда. Потос и Јован Рајктор командовали су снагама тагмата и Хетаиреја, заједно са елементима флоте под Алексијем Мозелом. Византијска војска је претрпела тежак пораз у бици код Пегаја почетком априла 922. године, изгубивши много мртвих и заробљених. Потос и његов брат су ипак успели да побегну и нађу уточиште у оближњој тврђави, док су Бугари опљачкали и спалили царске палате у Пегеји и Стенону.  Ова катастрофа је очигледно означила крај Потосове каријере као Доместика, о коме се ништа више не чује током владавине цара Романа I.  
Могуће је, међутим, да се он може поистоветити са стратегом Хелас Потосом, који је служио крајем 940-их.  Човек истог имена, који је имао чин патрикија и место Доместика екскубитора, сведочио је 958. године, када је победио упад Мађара који је стигао у околину Цариграда 11. априла.  Док неки научници сматрају да су ова два човека идентична,   стручњаци за просопографију Ј.-Ц. Чеинет и Ј.-Ф. Ваније то сматра мало вероватним, с обзиром на то да је 921. Потосов брат био довољно стар да има сина у годинама за брак, и сугерише да је командант 958. био још један члан породице, вероватно унук Лава или Потоса. 